# WINLine
Die Produktlinie WinLine des Software-Herstellers mesonic umfasst die Bereiche Enterprise-Resource-Planning (ERP), Customer-Relationship-Management (CRM), Produktionsplanung und -steuerung (PPS), Dokumentenmanagement (DMS) sowie Business Intelligence (BI) und spricht Klein- und Mittelbetriebe an.
Die ersten Programmversionen wurden seit 1978 entwickelt und damals in einer DOS-Version veröffentlicht.

## Geschichte
- 1978: Erste Programmversion unter DOS
- 1985: Erste Programmversion auf Unix/LSX
- 1990: WinLine auf Windows 3.0
- 1994: WinLine als 32-Bit Version für NT
- 1995: WinLine auf SQL-Server
- 2001: E-Business-Produktreihe WinLine web als integrierte Lösung
- 2002: WinLine compact als Fixkostenvariante von WinLine
- 2007: Einführung Servermodul WinLine enterprise connect für den mobilen Datenzugriff über Browser
- 2009: Umstellung der WinLine auf Unicode
- 2012: Einführung WinLine mobile für mobilen Datenzugriff über Browser und mobile Endgeräte (z. B. Smartphone, Tablet)
- 2013: Software-Relaunch mit Einführung der WinLine Version 10.0
- 2016: WinLine cloud – Verfügbarkeit der WinLine-Programme als Cloud-Lösung
- 2020: Software-Relaunch mit Einführung der WinLine Version 11.0
- 2021: Relaunch und Erweiterung des integrierten Workflow Management Systems
- 2021: WinLine Version 12 = WinLine Edition 2022
- 2022: WinLine Version 12.9 = WinLine Edition 2023
- 2023: WinLine Version 12.17 = WinLine Edition 2024
- 2024: WinLine Version 12.25 = WinLine Edition 2025
- 2024: WinLine bietet umfangreiche, vollintegrierte KI-Funktionalitäten

## Funktionsumfang
Die WinLine ist eine branchenübergreifende Softwarelösung für kleine und mittelständische Unternehmen. Die Software wird in verschiedenen Ausbaustufen – unter anderem für die Nutzung im lokalen Netzwerk, im Web-Browser sowie für den mobilen Einsatz – entwickelt und veröffentlicht, die sich in Funktionsumfang und Preis unterscheiden. Das System ist modular aufgebaut und jederzeit erweiterbar. Die Software ist in zahlreichen Sprachen verfügbar.
Zum Funktionsumfang der WinLine im Komplettpaket gehören:
- Rechnungswesen
- Auftragsbearbeitung
- Warenwirtschaft
- Projektmanagement
- Produktionsplanung und -steuerung (PPS)
- Customer Relationship Management (CRM)
- Workflow Management (WFM)
- Business Intelligence (BI)
- Dokumentenmanagement (DMS)
- Personalabrechnung für Österreich

## Rezeption
Im von der Fachzeitschrift CRN (Computer Reseller News) jährlich durchgeführten, auf Kundenzufriedenheit basierenden Test von ERP-Händlerprogrammen erreichte das ERP-System von mesonic in den Jahren 2005 bis 2007 jeweils den ersten Platz vor unter anderem SAP. 2014 wurde das mesonic Partnerprogramm (mpp) von der Fachzeitschrift Channelpartner unter die drei besten ERP-Partnerprogramme in Deutschland gewählt. In der seit 2003 durchgeführten Studie „Anwenderzufriedenheit ERP/Business Software Deutschland“ erreichte die WinLine immer wieder ausdrücklich „überdurchschnittliche“ Platzierungen.
2021 wurde die WinLine vom Center for Enterprise Research (CER) an der Universität Potsdam zum ERP-System des Jahres in der Kategorie „Prozessmanagement in ERP“ ausgezeichnet.